# Al Strobel
Albert Michael "Al" Strobel, född 28 januari 1940 i Madison, Wisconsin död 2 december 2022 i Eugene, Oregon, var en amerikansk skådespelare. Han var mest känd för att ha gestaltat Phillip Gerard, som blev besatt av demonen Mike, och ville senare få stopp på Mikes tidigare samarbetspartner, den onde demonen Bob (Frank Silva) i David Lynchs TV-serie Twin Peaks och filmer Twin Peaks: Fire Walk with Me och Twin Peaks: The Missing Pieces.
Strobel förlorade sin vänster arm vid en trafikolycka när han var 17 år gammal.

## Filmografi
Källa: 

### TV
| År        | Titel               | Roll                                   |
| --------- | ------------------- | -------------------------------------- |
| 1989–1990 | Twin Peaks          | Phillip Michael Gerard – One-Armed Man |
| 2017      | Twin Peaks säsong 3 | Phillip Gerard                         |

### Filmer
| År   | Titel                             | Roll                              |
| ---- | --------------------------------- | --------------------------------- |
| 1986 | Shadow Play                       | Byron                             |
| 1990 | Sitting Target                    | Man in Dreams                     |
| 1990 | Megaville                         | Speaker                           |
| 1991 | Child of Darkness, Child of Light | Dr. Seville                       |
| 1992 | Twin Peaks: Fire Walk with Me     | One-Armed Man                     |
| 2001 | Ricochet River                    | One-Armed Man                     |
| 2014 | Twin Peaks: The Missing Pieces    | Philip Gerard (The One Armed Man) |